# June 1, 1974
| Оценки критиков               | Оценки критиков |
| Источник                      | Оценка          |
| ----------------------------- | --------------- |
| AllMusic                      | [ 2 ]           |
| Christgau's Record Guide      | B+              |
| Spin Alternative Record Guide | 6/10            |

June 1, 1974 — концертный альбом песен, исполненных в Rainbow Theatre в Лондоне в названную дату. Официально авторство альбома приписывается Кевину Эйерсу, Джону Кейлу, Брайану Ино и Нико, хотя в концерте принимали участие и другие известные музыканты, в том числе Майк Олдфилд, Роберт Уайатт и Олли Халсолл.

## Содержание
Фотография на обложке была сделана Миком Роком в фойе Rainbow Theatre незадолго до начала концерта. Смущённый взгляд между Джоном Кейлом (справа) и Кевином Эйерсом объясняется тем, что Кейл застал Эйерса спящим с его женой в ночь перед концертом. Пара развелась в следующем году.
Среди других песен, которые были исполнены, но не вошли в LP, — «I’ve Got a Hard-On for You Baby» Эйерса (с бэк-вокалом Кейла), «Buffalo Ballet» и «Gun» Кейла, а также «Janitor of Lunacy» Нико и её исполнение «Das Lied der Deutschen».
Исполнение Нико «Das Lied der Deutschen» было выпущено в качестве бонус-трека на переиздании в 2012 году её альбома 1974 года The End….

## Отзывы критиков
Роберт Кристгау описал эту пластинку в Christgau’s Record Guide: Rock Albums of the Seventies (1981):
"Основные моменты концерта, организованного гениальным эксцентриком Кевином Эйерсом (бывшим Soft Machine, но он ушёл, когда была хорошая возможность), эта пластинка предлагает одну сторону гениально эксцентричных песен Эйерса и одну сторону песен Ино, исполняемых на полную громкость (обратите внимание на демонический гогот), и Джона Кейла, исполняющего песню Элвиса Пресли на полную громкость (обратите внимание на люпиновый вой). А также, ох, хорошо, Нико поёт "The End". Но если должен быть арт-рок, Господи, пусть он будет таким."

## Список композиций
Слова и музыка всех песен — Кевина Эйерса, кроме отмеченных.
| №  | Название               | Автор(ы)                                                | Длительность |
| -- | ---------------------- | ------------------------------------------------------- | ------------ |
| 1. | «Driving Me Backwards» | Брайан Ино                                              | 6:07         |
| 2. | «Baby's on Fire»       | Ино                                                     | 3:52         |
| 3. | «Heartbreak Hotel»     | Мей Борен Акстон, Томми Дёрден, Элвис Пресли            | 5:19         |
| 4. | «The End»              | Джон Денсмор, Робби Кригер, Рэй Манзарек, Джим Моррисон | 9:14         |

| №  | Название                                                    | Длительность |
| -- | ----------------------------------------------------------- | ------------ |
| 1. | «May I?»                                                    | 5:30         |
| 2. | «Shouting in a Bucket Blues»                                | 5:07         |
| 3. | «Stranger in Blue Suede Shoes»                              | 3:27         |
| 4. | «Everybody's Sometime and Some People's All the Time Blues» | 4:35         |
| 5. | «Two Goes into Four»                                        | 2:28         |

## Участники записи
- Кевин Эйерс — вокал (Б1-5), гитара (Б1-5), бас-гитара (A1-2)
- Брайан Ино — вокал (A1-2), синтезатор (A1-4, Б5)
- Джон Кейл — вокал (A3), фортепиано (A2), альт (A1, Б5)
- Нико — вокал (A4), фисгармония (A4)
- Майк Олдфилд — соло-гитара (Б4), акустическая гитара (Б5)
- Олли Халсолл[англ.] — фортепиано (A1), гитара (A2-3, Б4), соло-гитара (B1-3), акустическая гитара (Б5)
- Джон «Кролик» Бандрик[англ.] — орган (A1-3, Б1-5), орган, фортепиано, электрическое пианино (Б1-3)
- Роберт Уайатт — ударные (A1-3, Б1-3 + 5)
- Дорин Чантер[англ.] — бэк-вокал (A3)
- Арчи Леггатт — бас-гитара (A1-3, Б1-3 + 5)
- Эдди Спарроу — ударные (A2-3, Б1-3), большой барабан (A1), литавры (Б5)
- Лиза Страйк — бэк-вокал (A3)
- Ирен Чантер — бэк-вокал (A3)

Технический персонал
- Джон Вуд[англ.] — звукорежиссёр
- Фил Олт — помощник звукорежиссёра
- Рэй Дойл — помощник звукорежиссёра
- Иэн Тилбери — концертный ведущий
- Ричард Уильямс — продюсер